# Georges Clairin
Georges Jules Victor Clairin (París, 11 de septiembre de 1843-Belle-Île-en-Mer, 2 de septiembre de 1919) fue un pintor e ilustrador orientalista francés.

## Biografía

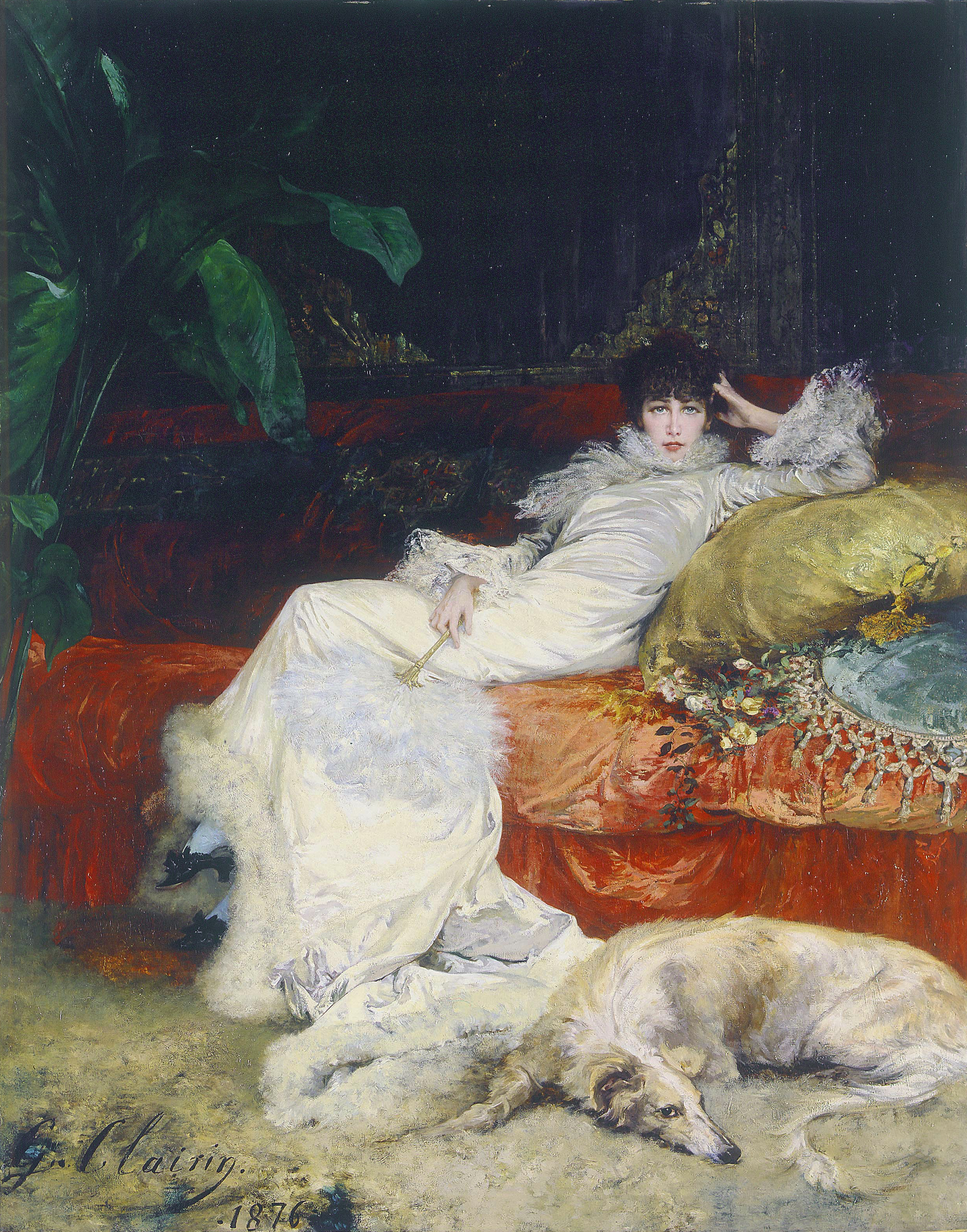
Retrato de Sarah Bernhardt (1876; Petit Palais)

Se formó en los talleres de Isidore Pils y François-Édouard Picot. En 1861 se incorporó a la Escuela de Bellas Artes de París y comenzó a exponer en 1866. Viajó a España con Henri Regnault y el escultor Marcello y a Italia con François Flameng y Jean-Léon Gérôme. Se reunió con el pintor catalán Mariano Fortuny en Marruecos y visitó todo Tetuán. En 1895 viajó a Egipto con el compositor Camille Saint-Saëns.
Es afamado por sus retratos de la actriz Sarah Bernhardt, a la que estuvo vinculado por una larga amistad y pintó en muchos de los papeles en que destacó: la Reina en Ruy Blas de Victor Hugo (1879); Mélisande en La princesa lejana, de Edmond Rostand (1895 y 1899); Cleopatra en la tragedia histórica Antonio y Cleopatra, de Shakespeare (1900); la emperatriz de Bizancio Teodora en la obra homónima de Victorien Sardou; santa Teresa de Jesús en La virgen de Ávila de Catulle Mendès; asimismo, la pintó en posturas más íntimas.
También decoró varios techos: el de la Ópera Garnier (1874), los teatros de Cherburgo y Épernay,  la cúpula de la Bolsa de Comercio de París (composición que muestra África y Asia).
Una veintena de obras suyas decoraban el palacio Cousiño en Santiago de Chile, de las cuales se han conservado 8 óleos en el vestíbulo de acceso: 4 representan las estaciones del año y sobre ellos hay cuatro paneles florales. Otros paneles se han perdido, así como los 10 lienzos que representaban escenas de la vida de los Cousiño Goyenechea tanto en la capital chilena como en París, ciudad en la que solían residir cuando en su patria era invierno. Los originales se quemaron en el incendio de 1968; las copias con las que los reemplazaron son del pintor chileno Manuel Venegas. La pintura de motivos alegóricos que adorna el techo del salón principal del palacio Errázuriz, hoy residencia de la embajada de Brasil en esa misma ciudad sudamericana, también pertenece a Clairin.
Los archivos nacionales de Francia conservan bajo la signatura MC/ET/XXIX/1526, dossier 127, numerosas documentos de Georges Clairin (todos de libre consulta), entre los que figuran el esbozo de su testamento, la contabilidad y venta de su taller, así como toda su correspondencia. 
Tío del pintor Pierre-Eugène Clairin (1897-1980).

## Obras
- 1871:Quema de las Tullerías

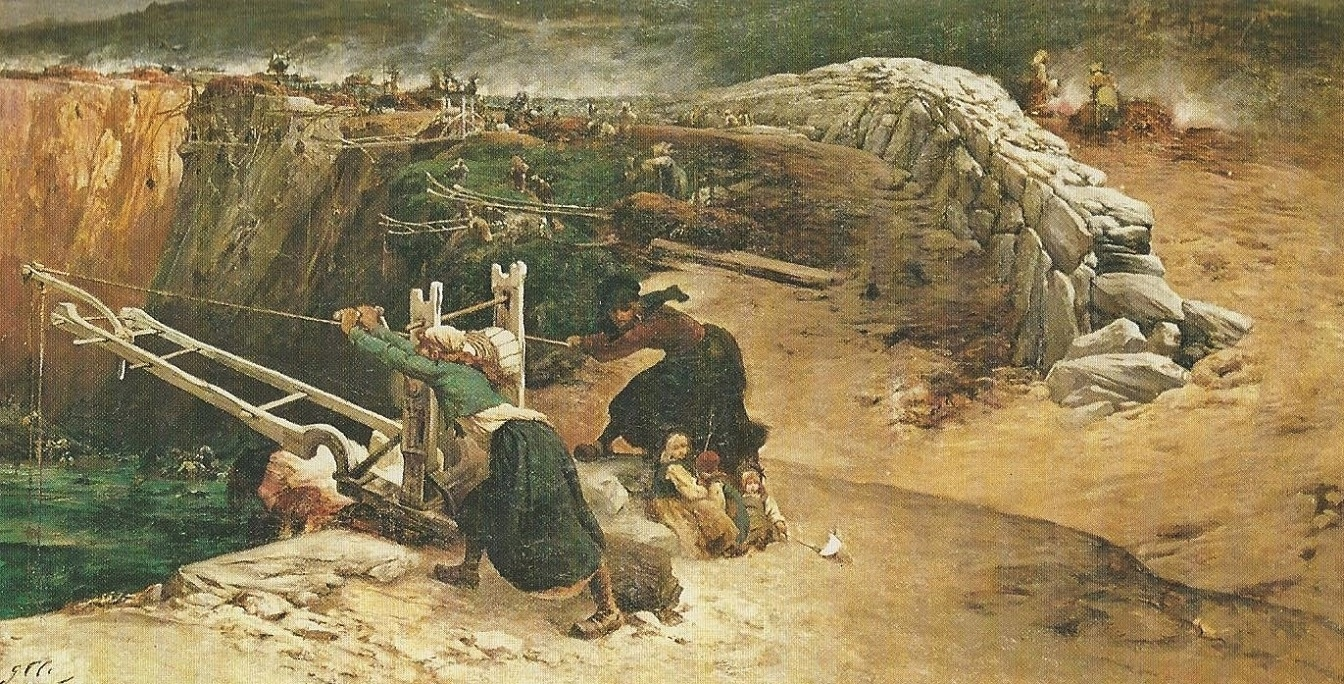
La quema de algas en Pointe du Raz (1882)

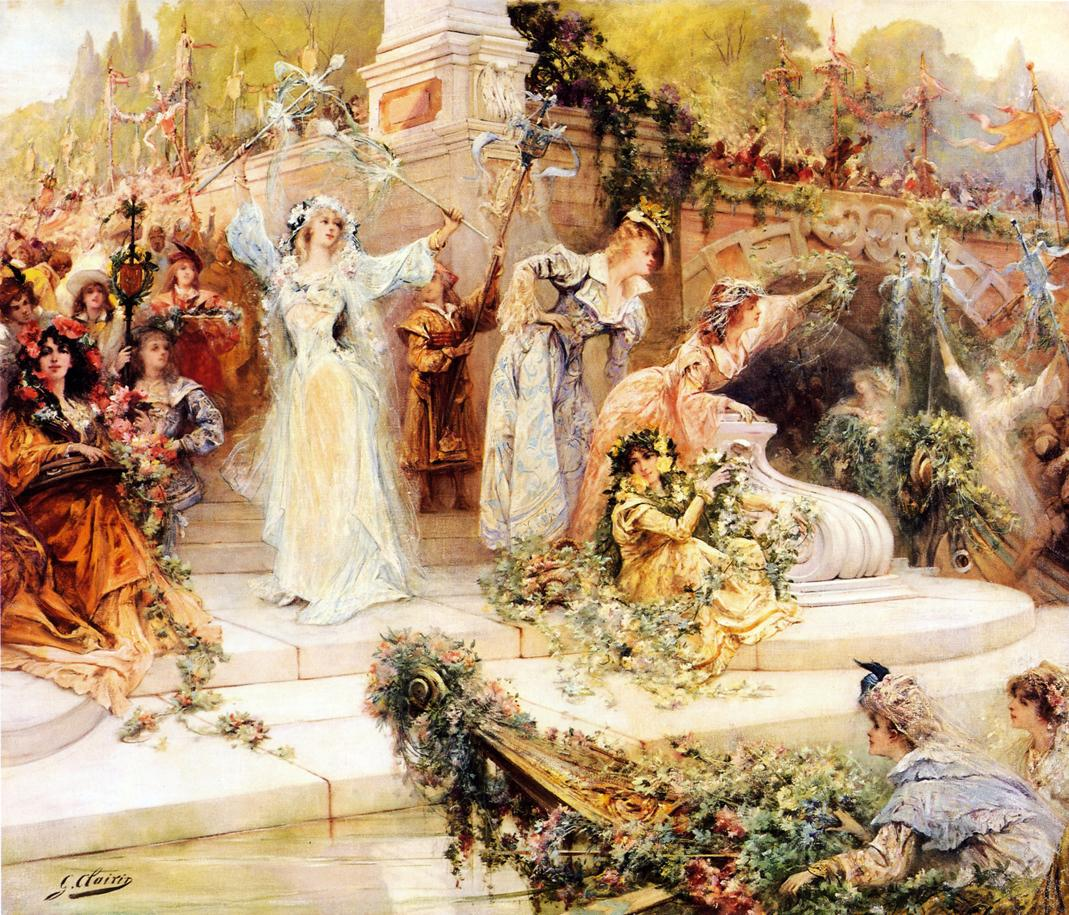
El festival de las flores

- 1874: La masacre de los Abencerrajes (Museo de Bellas Artes de Rouen)
- 1875: Entrada a la mezquita Sharif Al Hussein
- 1875: Las favoritas del sultán
- 1875: Fuera del harén
- 1876: Retrato de Sarah Bernhardt
- 1882: Quema de algas en Pointe du Raz
- 1885: La bailarina Ouled Nail
- Mujer de Ouled Nail, acuarela y gouache, 25 x 19 cm, colección Djilali Mehri
- 1892 Frou Frou-La fiesta de las flores-Festival de las Flores-El balcón-En la ópera
- Retrato de Alejandro Dumas hijo
- 1897: Los soldados franceses ante el templo de Karnak
- 1900: Sarah Bernhardt como Cleopatra
- 1900: Retorno de los conscriptos (desierto egipcio)
- 1907: Mercado en Madrid (expuesto en el Salón)
- 1907: La fantasía en Marruecos (expuesto en el Salón)
- 1908: ¡Alá! ¡Alá! (expuesto en el Salón)
- 1909: Cosechadoras árabes hacen su oración al amanecer (expuesto en el Salón)
- Retrato del señor Terace a caballo, ministro de Francia en Tánger